# Römskär
Römskär är öar i Finland. De ligger i Norra Östersjön eller Skärgårdshavet och i kommunen Kimitoön i landskapet Egentliga Finland, i den sydvästra delen av landet. Öarna ligger omkring 75 kilometer söder om Åbo och omkring 160 kilometer väster om Helsingfors. 
Arean för den av öarna koordinaterna pekar på är 1,7 hektar och dess största längd är 210 meter i sydöst-nordvästlig riktning.
Det finns inga samhällen i närheten.